# La Piê
La Piê. Rassegna mensile d'illustrazione romagnola è stata una rivista italiana di arte e letteratura. 

Fondata nel 1920 a Forlì, la pubblicazione fu interrotta dal regime fascista nel 1933. Rinata nel 1946, uscì fino al 2018, sopravvivendo al suo fondatore per 45 anni. «La Piê» è stata un punto di riferimento della vita letteraria della Romagna. Nata come esperienza di carattere locale, la rivista ebbe ampia risonanza anche in ambito nazionale.

## Storia

### Dalla fondazione al 1933
Nel 1911 Aldo Spallicci, mosso dal desiderio di raccogliere testimonianze del folclore romagnolo e di valorizzare la cultura popolare regionale, fondò la rivista «Il Plaustro». L'esperienza ebbe vita breve e si concluse con il numero 49-50 del 31 dicembre 1914.
Ma Spallicci non rinunciò e, nel 1920, diede vita a una nuova rivista. La fondazione avvenne verso la fine del 1919 a Villa Sisa di Coccolia (Ravenna), casa di campagna di Antonio Beltramelli. Qui Spallicci propose allo scrittore forlivese ed al musicista lughese Francesco Balilla Pratella l'idea di fondare una nuova rivista d'illustrazione romagnola. Il primo numero uscì nel gennaio 1920.
Il nome fu preso dalla piada romagnola (la piê), fatta d'acqua, sale e farina e cotta sul testo. «Niente dice più "Romagna" di questo pane nostro» affermò lo stesso Aldo Spallicci. Il programma della rivista fu enunciato in questi termini: ci si proponeva di «rivalutare il patrimonio artistico, artigianale e culturale della Romagna, per creare, attraverso quelle pagine, un punto di aggregazione e di dibattito sulla cultura romagnola contemporanea e sulle tradizioni, dalla musica alle arti figurative, all’artigianato». La «piada» fu scelta perché metafora della passione e dell'attività che animavano i fondatori della rivista: questi impastano farina, la cuociono sul testo nel focolare e sfornano il loro «pane». Allo stesso modo tutti i letterati, folcloristi, artisti e quanti si sentono attratti dal bisogno di recuperare e coltivare le fome espressive tradizionali del popolo romagnolo, sono «piadajoli».
Spallicci raccolse attorno a sé una schiera di studiosi che amavano le tradizioni popolari della loro terra e credevano nella necessità di conservarle. Gli artefici della Piê erano consapevoli di inserirsi in una solida tradizione di studi folclorici locali. Non a caso sulle pagine della rivista furono ricordati i loro antecessori, Giovanni Antonio Battarra (1778) e Michele Placucci (1818). In tempi più prossimi, venivano ricordate le raccolte di canti popolari romagnoli di Tommaso Randi (1891) e di Benedetto Pergoli (1894).
Nel 1921 Beltramelli e Pratella, vicedirettori, abbandonarono la rivista, lasciando a Spallicci tutta la responsabilità. L'evento culturale principale dell'annata 1922 fu l'apertura del Museo etnografico romagnolo, allestito a Forlì nel palazzo che ospita la biblioteca comunale e la pinacoteca. «La Piê» lodò l'iniziativa e seguì da vicino tutte le fasi di formazione della raccolta e della collocazione dei pezzi: ceramiche, tessuti, ferri lavorati, mobili, e tutto ciò che poteva testimoniare l'arte paesana romagnola.

In quegli anni l'attenzione dei redattori del periodico romagnolo fu rivolta ad ogni evento di interesse folclorico (di cui si diede puntuale citazione nella rubrica “Notiziario”), con particolare riguardo a ciò che concerneva la tradizione regionale. Nella pubblicistica nazionale specializzata, l'autore più citato in questo torno di tempo fu il folclorista Nino Massaroli. Ad esempio, il suo studio del 1923 sulle streghe fu ripreso dal «Marzocco», da «Minerva» e dal primo quotidiano italiano, il «Corriere della Sera».
Dal 1926, anno VII dalla nascita della rivista, «La Piê» riportò in copertina anche “anno XI” dalla fondazione del «Plaustro», confermando ufficialmente la sua discendenza dalla rivista che l'aveva preceduta (1911-1914). Nel 1927 Aldo Spallicci fu obbligato dal regime fascista a lasciare Forlì. Iniziò per il fondatore della rivista un lungo periodo di domicilio coatto a Milano. «La Piê» sopravvisse altri sei anni, durante i quali subì numerose vessazioni.
Nel 1931 furono sequestrati i nn. 4 e 5. 
Nel 1933 «La Piê» fu soppressa (in quell'anno furono stampati solo tre numeri). Fu una delle prime decisioni prese dal regime dopo aver approvato la svolta "antiregionalistica".
Spallicci era stato dapprima diffidato per l'articolo dal titolo Premessa al 1933, apparso nel n. 1 dello stesso anno. Con la revoca del riconoscimento di direttore responsabile (decreto prefettizio del 24 luglio 1933), cessarono le pubblicazioni.

### 1946-1973
Alla fine del 1945 Spallicci riunì gli intellettuali che con lui avevano dato vita alla precedente esperienza editoriale e riprese le pubblicazioni. Fedele al motto spallicciano, «Fare del nuovo senza dimentare l'antico», la rivista continuò con lo stesso spirito che l'aveva animata sin dalla fondazione. Cambiò invece la periodicità, che passò da mensile a bimestrale (come recitò il sottotitolo, «Rassegna bimestrale d'illustrazione romagnola»). Il primo numero della nuova serie uscì nel gennaio 1946.

### I continuatori (1973-2018)
Il numero 1/1973 fu interamente dedicato alla figura di Aldo Spallicci. Il fondatore della Piê scomparve il 14 marzo di quell'anno. Durante la sua lunga direzione riuscì sempre a garantire la regolare uscita della rivista. Dal 1921 al 1971 Spallicci organizzò 131 trebbi poetici, cui partecipò regolarmente. La nuova direzione confermò il programma originario della rivista. La Piê continuò le pubblicazioni con il sostegno finanziario di Casse di Risparmio e istituzioni culturali del territorio romagnolo, che si riunirono nel «Comitato dei sostenitori».
A partire dal 1992 l'uso del colore nelle pagine aumentò progressivamente. Il primo articolo corredato da una foto a colori apparve sul n. 4/1992 con la firma di Domenico Ravaglia (si trattava del famoso mosaico dell'imperatore Giustiniano presso la Basilica di San Vitale a Ravenna).

Nel 2004 «La Piê» fu trasferita a Imola, dove continuò le pubblicazioni fino al dicembre 2018 sotto la direzione di Antonio Castronuovo. 

Dopo la sospensione delle pubblicazioni l'editore ha riconsegnato la testata agli eredi di Aldo Spallicci.
Negli anni, la rivista fu stampata dai seguenti tipografi:
- Il primo stampatore fu Luigi Bordandini di Forlì. Già alla metà del 1920 la stampa passò ai tipografi Lega di Faenza (gli stessi di «Xilografia» di Francesco Nonni);
- Dal 1946 la rivista fu impressa dalle «Grafiche Marzocchi» di Forlì, cui nel 2004 subentrò «La Mandragora» d'Imola.

## Direttori
- Aldo Spallicci, fondatore e direttore (1920-1933)[4]

Francesco Balilla Pratella (musicista) condirettore (1920)
Antonio Beltramelli (scrittore) condirettore (1920-21)
Pio Macrelli, condirettore (1922-1926)
- Luciano De Nardis, redattore responsabile (1927-1933)

Pio Macrelli, condirettore (1927-1933)
- Soppressione della rivista da parte del prefetto di Forlì[9]
- Aldo Spallicci, 2ª volta (gennaio 1946 - n. 1/1973)

Natale Graziani, responsabile (1955-1963)
Antonio Mambelli, vicedirettore (1963-1976)
- Natale Graziani, redattore responsabile (n. 2/1973 - n. 5/1973)
- Natale Graziani, direttore responsabile (n. 6/1973 - n. 6/1974)

Condirettori: Antonio Mambelli ed Icilio Missiroli.
- Ada Carini Spallicci (n. 1/1975 - n. 6/1993)

Condirettori: Antonio Mambelli ed Icilio Missiroli. Mambelli è sostituito da Umberto Foschi (dal n. 6/1976). Dopo la morte di Missiroli, avvenuta il 12 gennaio 1979, è nominato Libero Ercolani (dal n. 1/1979). Dal 1982 si aggiunge un terzo condirettore: Aldo Sacco. Dal 1987 si aggiunge un quarto condirettore: Dino Pieri.
- Dal 1988 non è più nominato alcun condirettore.
- Nel 1993 appaiono sotto il titolo "Direzione e redazione" dopo il nome di Ada Carini Spallicci, le stesse quattro persone: Umberto Foschi, Libero Ercolani, Aldo Sacco e Dino Pieri.

Dal 1994 al 2003 la composizione della direzione assume un nuovo assetto:
- Publio Marzocchi, direttore editoriale; Ada Carini Spallicci direttore responsabile

Vicedirettori: Umberto Foschi e Aldo Sacco. Dal n. 4/2001 Foschi è sostituito da Dino Pieri; dal n. 6/2003 Dino Pieri è vicedirettore unico.
Dal 2004 la rivista è pubblicata a Imola.
- Antonio Castronuovo (2004-2018)

Dino Pieri, vicedirettore (2004-2017)

## Collaboratori
Elenco delle firme apparse dagli anni 1920 in poi:
Storici, critici d'arte e critici letterari
- Antonio Panzini
- Francesco Serantini
- Bruno Corra
- Marino Moretti
- Gino Ceré
- Rino Alessi
- Mario Pazzaglia
- Carlo Grigioni
- Rezio Buscaroli (zio di Piero)
- Piero Zama
- Leonida Costa
- Romeo Galli
- Augusto Vasina
- Elio Santarelli
- Francesco Fuschini
- Natale Graziani (dopo la morte di Spallicci fu l'animatore della rivista)
- Duilio Cantimori
- Luigi Lotti

Studiosi di tradizioni popolari
- Federico Comandini
- Luciano De Nardis
- Francesco Balilla Pratella
- Giovanni Bagnaresi
- Nino Massaroli
- Marcella Cavallini
- Cino Pedrelli

Studiosi di teatro dialettale
- Icilio Missiroli

Elenco delle firme apparse dal 1965:
- Libero Ercolani
- Anselmo Calvetti
- Umberto Foschi (dal novembre 1965)
- Friedrich Schurr (dal novembre 1967)
- Giancarlo Susini (dal maggio 1967)
- Ferdinando Pelliciardi[12]
- Marino Monti
- Walter Galli (dal marzo 1976)
- Dino Pieri (dal novembre 1978)
- Giuseppe Bellosi
- Dino Mengozzi
- Elide Casali
- Maria Assunta Biondi
- Viola Talentoni
- Antonio Castronovo (dal 1998)
- Antonella Imolesi Pozzi

## Le copertine
Segno distintivo della rivista furono le copertine. Tutte le copertine della «Piê», infatti, furono incise in xilografia. All'inizio del Novecento la Romagna vantava una lunga tradizione nell'impiego di questa tecnica, che da secoli era utilizzata per decorare tovaglie, copriletti e soprattutto coperte per i buoi. 
«Il Plaustro», la precedente iniziativa editoriale di Spallicci (1911-1914), era stata una delle prime riviste in Italia interamente illustrata con immagini xilografiche.

La xilografia che compariva sulla rivista doveva essere realizzata con uno scopo ben preciso. Doveva «evocare un sentimento di appartenenza alla storia di un luogo, rappresentando [...] gli oggetti, i simboli e le consuetudini del territorio romagnolo». 
La copertina veniva stampata a parte utilizzando un torchio xilografico in modo artigianale; in un secondo momento veniva rilegata insieme ai testi.
La prima annata riportò la stessa copertina su tutti i numeri: una coperta da buoi in monocromo. Anche le copertine della seconda annata riprodussero la stessa immagine, sempre a un colore. Dalla terza annata (1922) fu introdotto il colore e fu commissionata una xilografia diversa per ciascun numero.
Negli anni 1920-30 le xilografie vennero realizzate da artisti di fama nazionale come Giannetto Malmerendi, Antonello Moroni, Giuseppe Ugonia, Francesco Nonni e Francesco Olivucci.

Nel secondo dopoguerra le copertine furono firmate da Ettore Nadiani, Sergio Celetti, Giulio Cisari e Mario Lapucci. Anche nel secondo dopoguerra l'ambientazione preferita delle varie copertine rispecchiò il mondo rurale romagnolo degli anni 1920-30.
Alla fine del XX secolo cambiò la tecnica di composizione delle xilografie che ornavano le copertine. La tecnica artigianale fu progressivamente abbandonata. Dal 2000 circa le copertine sono state stampate scansionando le immagini in formato elettronico.

### Autori delle xilografie
In ordine cronologico di nascita:
- Giuseppe Ugonia (Faenza, 1881 – Brisighella, 1944)
- Tommaso Della Volpe (Imola, 1883-1967)
- Romeo Trombetti (Imola, 1884-1928)
- Francesco Nonni (Faenza 1885-1976)
- Antonello Moroni (Savignano, 1889 – Gatteo, 1929)
- Giannetto Malmerendi (Faenza, 1893 – Cesena, 1968): autore di 50 copertine  dal 1922 al 1968
- Alfredo Morini (Faenza, 1894-1984)
- Rezio Buscaroli (Imola, 1895 – Riccione 1971)
- Aurelio Melandri, Silìn (Forlì 1895-1945)
- Gino Ravaioli (Rimini, 1895-1982)
- Leonida Brunetti (Forlì, 1896-1970)
- Luigi Pasquini (Rimini, 1897-1977)
- Umberto Zimelli (Forlì, 1898 – Milano, 1972)
- Emma Calderini (Ravenna, 1899 – Medesano, Parma, 1975)
- Francesco Olivucci (Forlì, 1899-1985)
- Mimì Quilici Buzzacchi (Medole, Mantova, 1903 – Roma 1990)
- Serafino Campi (Faenza, 1905-1992)
- Ettore Nadiani (Lione, Francia, 1905 – Forlì, 2005): autore di 55 copertine
- Flora Bernardi (Faenza, 1910 – Padova, 1997)
- Tra i collaboratori più recenti si segnalano: Giulio Cisari, Mario Lapucci, Enzo Pasqui, Angelo Ranzi, Arrigo Casamurata, Alberto Mingotti, Umberto Giovannini, Sergio Celetti, quest'ultimo autore di circa 100 copertine dal 1967.

## I trebbi della Piê
La redazione della rivista rinverdì la tradizione contadina dei trebbi modernizzandola e adattandola ai nuovi tempi. Le principali modifiche furono due: il trebbo divenne un ritrovo per poeti e fini dicitori; l'appuntamento si tenne in un luogo all'aperto e alla luce del giorno. Di ogni trebbo si diede un puntuale resoconto sulla rivista. Il primo trebbo dei «piadajoli» si tenne a Modigliana, nell'Appennino faentino.

Nel periodo tra le due guerre mondiali la convocazione dei trebbi fu spontanea. Dal secondo dopoguerra, invece i raduni si tennero con continuità. La Sucieté d'j piadarul se ne assunse la gestione. La persona che coordinava l'organizzazione era considerato l'arzdor. Il primo fu, ovviamente, Aldo Spallicci. Dopo la sua morte (1974) i suoi successori furono: Antonio Mambelli, Icilio Missiroli (forlivesi), Umberto Foschi (Castiglione di Cervia), Dino Pieri (Cesena) e Mario Vespignani. Nel 2008 i trebbi cessarono per lo scioglimento dei Piadarul.

Nel 2013 l'Istituto Friedrich Schürr ha rinverdito questa inveterata tradizione.